# Rupicola rupicola
Il galletto di roccia o galletto di roccia della Guyana (Rupicola rupicola (Linnaeus, 1766)) è un uccello passeriforme della famiglia Cotingidae.

## Descrizione

### Dimensioni
Misura 27–32 cm di lunghezza, per un peso di 200-218 g.

### Aspetto
Si tratta di uccelli dall'aspetto robusto e massiccio, con ali arrotondate e coda corta e squadrata.

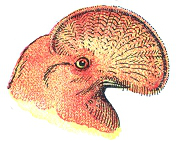
Illustrazione di testa di profilo.

Il dimorfismo sessuale è molto pronunciato: le femmine sono di colore grigio-nerastro uniforme, con coda e penne delle ali nere. I maschi, invece, sono quasi interamente di colore arancio, con remiganti primarie a strisce orizzontali bianche e nere, mentre le remiganti secondarie sono filamentose e di colore arancio, come il resto dell'ala: la coda è anch'essa nera con le singole penne orlate di arancio, mentre il basso ventre ed il sottocoda tendono a schiarire nel giallo.
Sulla parte anteriore della testa è presente una vistosa cresta semicircolare, che ricorda quella di un gallo e che frutta a questi uccelli il loro nome comune: tale cresta (molto più grande nei maschi, dove va dalla nuca alla punta del becco, mentre nelle femmine essa è appena accennata e va grossomodo dalla fronte alla metà del becco) è però formata da penne dall'orlo nero, e non è carnosa come nei galli. Il becco è giallo nei maschi e nero con bordi avorio nelle femmine, le zampe sono rosate nei maschi (che hanno inoltre pelle di color rosa-arancio) e nerastre nelle femmine, gli occhi sono giallo-arancio in ambedue i sessi.

## Biologia

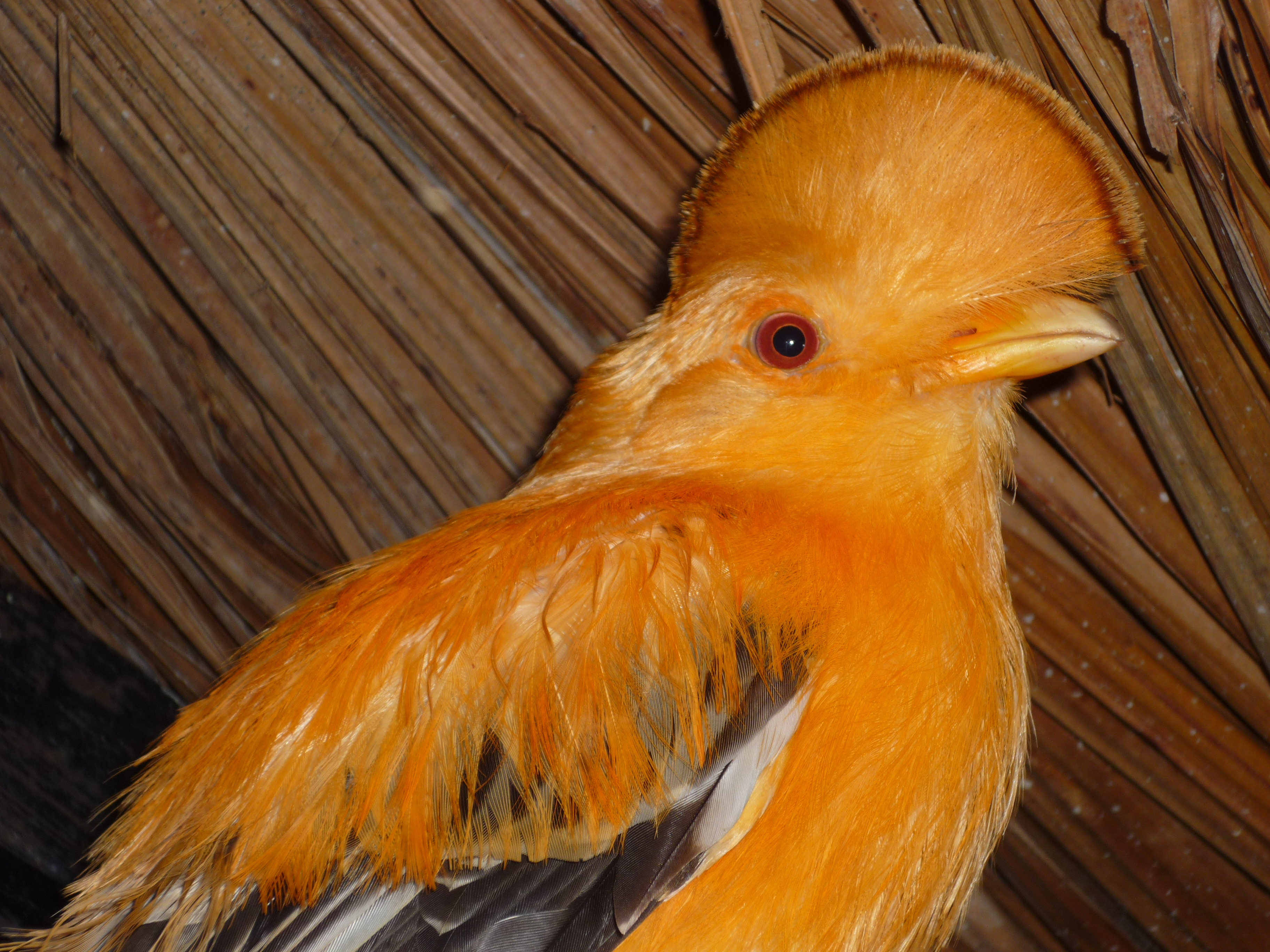
Maschio nel Parco nazionale di Canaima mostra la caratteristica cresta.

Si tratta di uccelli dalle abitudini diurne e solitarie, che tendono a muoversi vicino al suolo o sugli alberi bassi e i cespugli alla ricerca di cibo. Soprattutto i maschi tendono ad essere territoriali durante il periodo riproduttivo, occupando e difendendo da intrusi delle aree dove tengono il suolo ben pulito da sassolini, pezzi di legno ed altri detriti, in previsione delle esibizioni durante il corteggiamento. Questi uccelli sembrano particolarmente vulnerabili ai predatori, in virtù della colorazione accesa e della focosità che li rende particolarmente distratti.

### Alimentazione
I galletti di roccia possiedono una dieta essenzialmente frugivora: pur essendo state contate circa 65 specie rientranti nel menu di questi uccelli, la loro dieta sembrerebbe basarsi per almeno tre quarti su frutti di colore rosso o nero.

I galletti di roccia si nutrono unicamente della polpa dei frutti, che vengono raccolti e consumati in volo, mentre non digeriscono i semi, che vengono rigurgitati od espulsi interi mediante le feci: ciò, unito al fatto che questi uccelli tendono a compiere spostamenti anche piuttosto significativi per cercare il cibo (ne è riprova ad esempio il ritrovamento avvenuto in Guyana di piante di papaya, assenti altrove nei dintorni, solo in corrispondenza di dei siti di nidificazione di galletto di roccia) rende questi uccelli cruciali nella dispersione dei semi di numerose specie da frutto.

Oltre che di frutta, i galletti di roccia possono nutrirsi occasionalmente anche di alimenti di origine animale, come insetti e altri invertebrati ed anche piccoli vertebrati (rane, lucertole e serpenti).

### Riproduzione

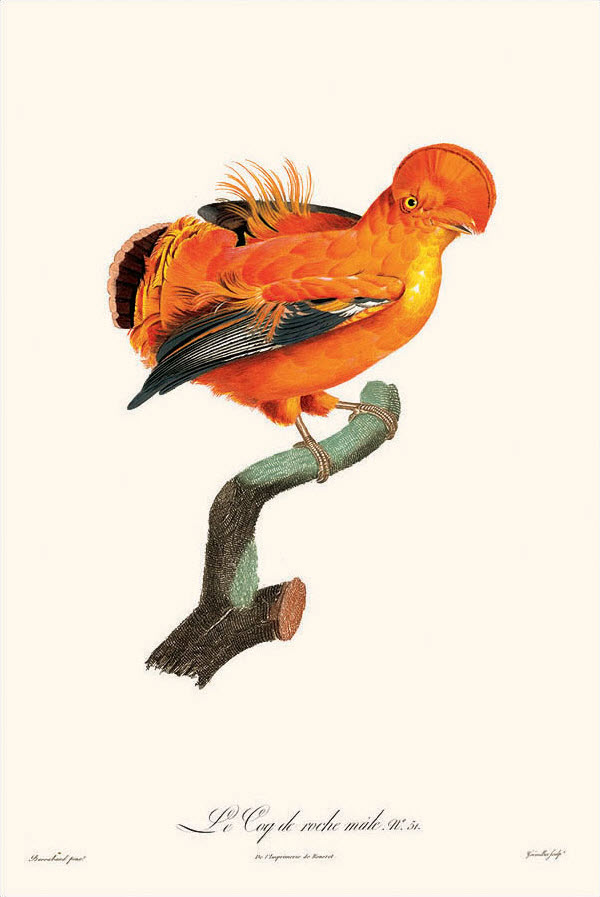
Illustrazione di un maschio a cura di Barraband.

Generalmente il periodo riproduttivo di questi uccelli comincia all'inizio dell'anno, con la maggior parte delle femmine che depongono nel mese di marzo.

Il galletto di roccia è una classica specie poligina che segue i rituali di corteggiamento del lek: ciascun maschio delimita un'arena del diametro di circa un metro, tenendosi a distanza di circa tre metri dagli altri maschi, con ogni lek può contare fino a 40-55 maschi. La presenza di più maschi (almeno 4) è essenziale per la riproduzione, in quanto l'assenza di competizione non fa scattare il meccanismo riproduttivo di questi uccelli.

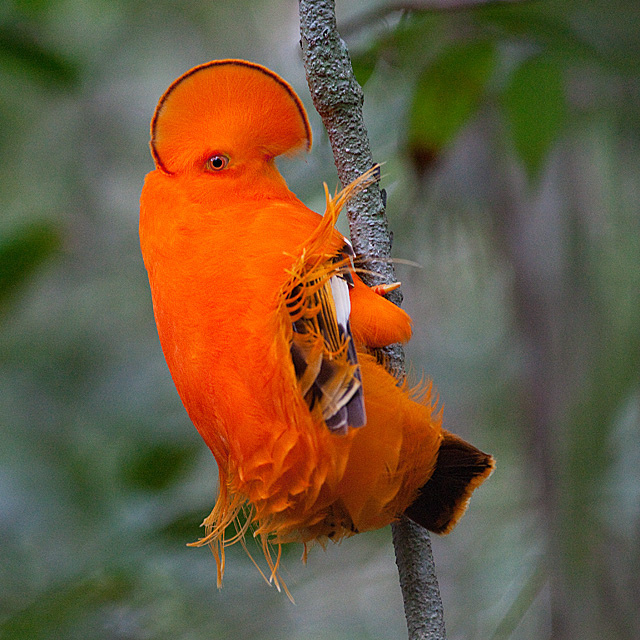
Maschio in esibizione a Presidente Figueiredo.

I maschi cominciano la propria esibizione stando su un ramo a circa due metri e mezzo dal suolo: essi cominciano ad emettere una varietà di richiami, facendo schioccare il becco, arruffando le penne di fianchi e dorso e la cresta, per mettere in massimo risalto la colorazione arancio brillante. Al sopraggiungere di una o più femmine, che si posizionano sui rami bassi attorno alle arene, i maschi scendono al suolo e cominciano ad emettere richiami da lì.

Oltre a cercare di attrarre le femmine, i maschi durante le esibizioni comunicano costantemente gli uni con gli altri, generalmente minacciando o aggredendo i propri vicini (soprattutto quelli più centrali nell'ambito del lek) nel tentativo di distrarli impedendogli di attrarre femmine oppure per scacciarli occupandone il posto.
Le femmine scrutano a lungo i maschi prima di decidere con quale accoppiarsi: nella scelta pesa la posizione dell'arena (tanto più essa è centrale all'interno del lek, tanto più il rango del maschio è alto), le dimensioni e la brillantezza del piumaggio del maschio, la consistenza numerica dei lek stessi (quanto più il lek è grande, tanto più difficile dev'essere stato per il maschio guadagnarsi gli spazi centrali). Una volta scelto il maschio, la femmina gli si avvicina e gli tocca le spalle col becco, venendo quasi immediatamente montata ed in seguito allontanandosi.
Dopo l'accoppiamento il maschio torna ad esibirsi, cercando di attrarre altre femmine, terminando il proprio ruolo nell'evento riproduttivo in quanto egli non partecipa in alcun modo alla costruzione del nido, alla cova od alla cura dei nidiacei.

Il nido viene costruito su supporti rocciosi, come strapiombi, rupi o caverne (purché non completamente esposti agli elementi), piuttosto che fra i rami come gli altri cotingidi: esso è costituito perlopiù di fango secco e fibre vegetali, impastate con la saliva. Al suo interno la femmina depone 1-2 uova, che provvede a covare per 27-28 giorni: i pulli, ciechi ed implumi alla nascita, vengono imbeccati con frutta matura e insetti, e sono in grado di involarsi attorno al mese di vita. I nidi vengono riutilizzati più volte dalle femmine, che si occupano di risistemarli prima di ogni stagione riproduttiva.
Sebbene i maschi comincino a differenziarsi dalle femmine già a pochi mesi dalla schiusa, con la comparsa di pezzature arancioni nel piumaggio, la livrea definitiva viene raggiunta solo attorno al terzo anno d'età.

## Distribuzione e habitat
Come intuibile dal nome comune, il galletto di roccia della Guyana è diffuso in tutto il massiccio della Guiana, dall'estremità orientale della Colombia al nord del Brasile e del bacino dell'Amazzonia, attraverso il Venezuela, la Guyana, il Suriname e la Guyana francese.
L'habitat di questi uccelli è rappresentato dalla foresta pluviale con affioramenti rocciosi più o meno cospicui, ai quali specialmente le femmine sono legate per la riproduzione, fra i 300 e i 2000 m di quota.